# كريستيان سانتوس
كريستيان سانتوس (بالإسبانية: Christian Santos) (مواليد 24 مارس 1988) هو لاعب كرة قدم فنزويلي يجيد اللعب في مركز الهجوم ويلعب أيضًا كجناح هجومي أيسر ولاعب خط وسط مهاجم , وفي 12 يوليو 2016 انضم لنادي ديبورتيفو ألافيس الإسباني قادمًا من فريق نيميخن الهولندي في صفقة انتقال حر.

## إنجازات اللاعب

### نيميخن
- الدوري الهولندي الدرجة الأولى: 2014-15

## روابط خارجية
- كريستيان سانتوس على موقع قاعدة بيانات كرة القدم.إي يو (الإنجليزية)
- كريستيان سانتوس على موقع ناشيونال فوتبول تيمز (الإنجليزية)
- كريستيان سانتوس على موقع Soccerbase.com (لاعب) (الإنجليزية)
- كريستيان سانتوس على موقع Soccerway.com (الإنجليزية)
- كريستيان سانتوس على موقع عالم كرة القدم.نت (الإنجليزية)
- كريستيان سانتوس على موقع AS.com (الإسبانية)
- Christian Santos